# Системная семейная психотерапия
Системная семейная психотерапия — одна из самых молодых психотерапевтических школ. Этот подход возник после Второй мировой войны, он развивался в тесном сотрудничестве с кибернетикой, и в этом его существенное отличие от других психотерапевтических подходов. Человек при этом подходе не является объектом воздействия и клиентом. Клиентом является вся семья, вся семейная система, именно она — объект психотерапевтического воздействия.
Это психотерапевтическое направление, рассматривающее системные связи и межличностные отношения в группе как основания для постановки диагноза и терапии психических расстройств и межличностных конфликтов. Данная форма терапии и её эффективность научно признаны в Германии. В Австрии и Швейцарии признание произошло уже в 1990-е годы.
На схожих с системной терапии теоретических положениях основываются следующие нетерапевтические направления – социальная работа, системный консалтинг, системный коучинг.

## История
В отличие от классических психоаналитических школ, у каждой из которых был один центр и основатель (Фрейд, Адлер, Юнг, Франкл), системной терапии присущи несколько центров и основателей. Основой системного подхода считаются общая теория систем и конструктивизм (см. тж. Эрнст фон Глазерсфельд как основатель радикального конструктивизма).
Биолог Людвиг фон Берталанфи, основатель общей теории систем, искал универсально применимую к различным системам модель и разработал для этого метатеорию. Его точка зрения базировалась на наблюдениях общих закономерностей и их принципиальных оснований. Система по Берталанфи – это единство, состоящее из элементов, представляющее собой нечто намного большее, чем просто их сумма. Элементы взаимодействуют как между собой, так и с другими системами.
Семейно-терапевтическое мышление начало развиваться в 70-х гг. XX в., опираясь на новые научные отрасли: кибернетику и теорию систем. С течением времени отделились друг от друга методологический подход и основные предположения, что позволило разграничить несколько школ: структурную и стратегическую семейную терапию, а также межпоколенческая семейная терапия (Миланская модель, Гейдельбергская школа), нарративные (повествовательные) подходы (Майкл Уайт, Гарольд А. Гулишиан), семейную скульптуру (Вирджиния Сатир), интегрированную семейную терапию (Ханс-Вернер Гессманн - Психотерапевтический Институт Бергерхаузен – г. Дуйсбург) и подходы, ориентированные на решение (Милуокская школа).
Основные гипотезы последних десятилетий XX в. (теория двойной связи Грегори Бейтсона и Пола Вацлавика; первоначальная идентификация семьи и системы) сохраняли своё влияние только на начальной стадии развития системной терапии. Сейчас системные терапевты признают их устаревшими. На настоящий момент теория находится под сильным влиянием биологической теории систем чилийских ученых Матураны и Варелы, которая затем была расширена и усилена за счет социологической теории систем Николаса Лумана.

### США. Истоки
Группа исследователей под руководством Грегори Бейтсона (Джон Викланд, Джей Хейли, Уильям Фрай, Дон Джексон) изучала парадоксы общения. При этом они сосредоточились на трех основных аспектах: теории общения, методологии изменения, и подходящей терапевтической практике. В 1956 г. в исследовательской статье был упомянут исторически важный термин «Теория двойной связи» (англ. «double bind»). Важной предпосылкой этого стали наработки Норберта Винера в области кибернетики. На этой почве стал развиваться новый концепт семейной терапии. Ориентированный на решение подход в семейной терапии возник в 50-е годы в Институте психического исследования (MRI) в Пало-Альто, Калифорния Доном Джонсоном, Грегори Бейтсоном, Джоном Виклендом и Ричардом Фишем. В дальнейшем этим были вдохновлены многие видные семейные терапевты, например, Вирджиния Сатир, Джей Хейли, Пол Вацлавик, Стив де Шазер и Мара Сельвини Палаццоли.
Решающую роль в историческом развитии семейной терапии сыграл также Сальвадор Минухин. Являясь ведущим семейным терапевтом 1960-х, он повлиял на понимание значения структуры и границ семьи многими последующими поколениями терапевтов и педагогов. Совместно с Джеем Хейли, Браулио Монтальво и Бернис Росмэн он разработал программу-тренинг для семейных терапевтов, в которой методы видеонаблюдения и контроля уже тогда были стандартом. В 1988 году Совместно с Family Studies Inc. он основал Институт подготовки семейных терапевтов в Нью-Йорке.

### Миланская модель
Примером важного теоретического и практического подхода к системной семейной терапии можно считать Миланскую модель, созданную Марой Сельвини Палаццоли, Луиджи Босколо, Джанфранко Чеккином и Джулианой Прата. Длительное время они пользовались поддержкой Пола Вацлавика, регулярно посещавшего Милан и обсуждавшего результаты работы данного центра семейной терапии с терапевтами. За короткое время Миланская группа достигла успехов в работе с членами семьи–шизофрениками и с клиентами с нарушениями пищевого поведения.
В настоящее время главную роль играет следующий метод работы – метод двух комнат: терапевт и клиент находятся в одном помещении и отделены от коллег-терапевтов, которые наблюдают лечение через одностороннее зеркало или путём видеонаблюдения. Лечащий и наблюдающий терапевты обсуждают концепцию сеанса терапии (обсуждение гипотез). Разговором руководит лечащий терапевт. При необходимости терапевт и наблюдатели проводят консультации во время перерывов. По завершении разговора команда врачей принимает решение об оптимальном конечном вмешательстве (например, домашнее задание или разъяснение симптома), которое сразу сообщается клиенту. Цель этого вмешательства – во-первых, устранить образцы взаимодействия в системе (члены семьи и (или) другие значимые для пациента люди), и, во вторых, изменить симптомы, на которые жалуется клиент.

### Вирджиния Сатир, Том Андерсен
Вирджиния Сатир считается матерью системной терапии. Она расширила репертуар и методику системной терапии, оказала решающее влияние на её развитие, введя, во-первых, понятие «семейная скульптура», во-вторых, «реконструкция семьи», и, в-третьих, «прием для гостей (Parts Party)». Благодаря этому можно обнаружить биографические образцы и трансгенерационные проблемы, например, в третьем случае, собственные части личности становятся видимыми и интегрируются. Американка Вирджиния Сатир провела множество семинаров в Европе и повлияла не только на сообщество семейной терапии, но и на введение нейролингвистического программирования и семейно-системной расстановки, правда, к этому она относилась скептически. Норвежский социальный психиатр Том Андерсен расширил терапевтическую установку на так называемую командную рефлексию. При ней терапевт и клиент, как правило, меняются местами с командой коллег-терапевтов в конце сеанса терапии. Терапевт и клиент(ы) наблюдают, как команда коллег-терапевтов отражает текущие события со своей точки зрения с целью помочь и поддержать клиента. Увеличение усилия (нескольких терапевтов) приносит более высокое разнообразие перспектив терапии, уменьшает количество терапевтических ошибок, устраняет субъективность и окупается высокой эффективностью (как правило, необходимо малое число сеансов).

### Гейдельбергская школа
Немецкий психоаналитик и пионер семейной терапии Хельм Штирлин был заведующим кафедрой психоаналитических фундаментальных исследований и семейной терапии Гейдельбергского университета с 1974 по 1991 г. Вокруг него собралась группа молодых заинтересованных терапевтов, так называемая Гейдельбергская школа, пропагандировавшая нарративный подход, межпоколенческую перспективу, генограмму и парную терапию. Коллегами Штирлина являются Арнольд Ретцер, Гюнтер Шмидт, Фриц Б. Симон и Гюнтхард Вебер.
Находясь под влиянием Мишеля Фуко и опираясь на культурно-антропологический фон, австралийский социальный работник Майкл Уайт совместно со своим новозеландским коллегой Дэвидом Энстоном создал нарративный (повествовательный) подход. Он призывает своих клиентов к новым образцам повествования, часто ориентированным на решение, например, призывает их писать письма самим себе, а также развивает терапевтические упражнения для развития навыков устной речи в конструктивистском тоне.

### Системно-семейные расстановки
Системно-семейные расстановки, или системные расстановки, широко распространены в современной системной терапии немецкоговорящего пространства и представляют собой дальнейшее развитие методики семейной скульптуры Вирджинии Сатир. Этот метод поддерживается Инзой Шпаррер, Матиасом Варга и Гюнтхардом Вебером. Весьма спорным, однако, является вариант семейной констелляции Берта Хеллингера, который сильно поляризировал системное сообщество Германии своей категоричной манерой и безапелляционными утверждениями. Метод системных расстановок применяется не только к группам людей (семьи, команды, фирмы и их отделы), но, также, некоторыми системными психотерапевтами, к группам субличностей.

### Милуокская школа
Инсу Ким Берг и Стив де Шазер начали применять ориентированную, или сфокусированную, на решение терапию (ориентированный на решение подход). Сформированный под решающим влиянием австрийского философа Людвига Витгенштейна, данный подход предполагает, что проблема и решение совершенно различны. Постановка проблемы отходит на второй план, равно как и семья в качестве системы (с членами семьи как элементами). Все «терапевтическое событие» моделируется как процесс развития и решения проблемы. Важнейшие инструменты такого подхода – уважение, шкалирование и так называемый «чудо-вопрос».

## Развитие теории
Основы системной терапии базируются на работах Грегори Бейтсона (модель двойной связи), философии радикального конструктивизма (Хайнц фон Ферстер, Эрнст фон Глазерфельд), работах Пола Вацлавика и подходах Стива де Шазера, как основателя ориентированного на решение подхода. Начиная с 90-х гг. XX в. можно также проследить влияние биологической теории систем Умберто Матурана (основной труд: «Древо познания») и социологически-коммуникативной системной теории Никласа Лумана (основной труд: «Социальные системы»).

## Терапевтический подход
Представляющий собой дальнейшее развитие семейной терапии, данный подход рассматривает семейную систему или организационную систему в качестве ресурса, на основе которого могут развиваться как способности и сильные стороны, так и поведенческие расстройства отдельно взятого члена системы. Если член группы проявляет психические или поведенческие расстройства, то он рассматривается как носитель симптома всей системы. Это может проявляться, например, в типичных личностных конфликтах с партнером или в повторяющихся проблемах с клиентами или коллегами.
Дальнейшее развитие системной терапии на настоящий момент знаменуется отсутствием четкого учения о расстройствах, например, диагностика «расстройств» или даже «психических заболеваний» вместе с традиционными психопатологическими концепциями в основном отклоняется как неадекватная. С одной стороны, это ведет к терапевтической близости к ориентированным на решение подходам, и одновременно может быть крупнейшим, с трудом преодолимым разногласием с основными направлениями психотерапии и самосознанием немецкой системы здравоохранения, которая работает, в значительной степени ориентируясь на заболевание, а в теоретическом плане ориентирована на бихевиористский или психоаналитический подход. Социальные или психические отклонения обозначаются не как «болезнь» или «патология», а как принципиально понятная реакция на проблемы или требования, которые сами могут быть проблемными.

## Другие подходы
В качестве отправной точки системной терапии рассматривается по возможности наиболее точное разъяснение договора между терапевтом и клиентом (слово «пациент» в большинстве случаев отклоняется). Когда цели лечения становятся конкретными и приемлемыми как для терапевта, так и для клиента, можно начинать собственно терапию. В случае, если терапия длится несколько сеансов, разрешается новое уточнение договора, так как цели терапии со временем могут меняться. В качестве предпочтительной формы рассматривается небольшое количество сеансов по возможности с максимальными промежутками между ними, во время которых клиент пытается опробовать новые знания, полученные во время сеансов, в жизни и (или) выполняет так называемые домашние задания. В этом отношении системно-терапевтический подход характеризуется экономичностью, которая делает акцент на личной инициативе клиентов.
Используемые техники, виды терапевтических вмешательств, методы:
- Круговые вопросы, цель которых - выяснить возможную позицию третьего лица (в том числе и присутствующего);
- Шкальные вопросы для выяснения различий и прогресса в терапии;
- Позитивная оценка и выработка позитивного аспекта проблемного порядка вещей;
- Рефрейминг порядка вещей необходим для того, чтобы стимулировать изменения значения или интерпретации;
- Парадоксальное вмешательство – как правило, описание проблемного поведения для того, чтобы изменить автоматизмы;
- Домашнее задание различного, индивидуально-ориентированного характера, выполняются между сеансами;
- Метафоры, параболы и истории как техника работы с возможным «сопротивлением»;
- Опрос исключений из проблемного порядка вещей, чтобы уточнить изменяемость статистически рассматриваемого порядка вещей;
- Применение сослагательного наклонения для фокусировки на вариантах и возможностях;
- Скульптура – изображение семейных отношений с точки зрения клиента;
- Социограмма – графическое изображение социальных отношений;
- Групповая рефлексия – см. в статье о Томе Андерсене;
- Приглашение членов семьи или друзей принять участие в отдельном сеансе или фазах терапии;

и многие другие.

## Исследование и международное признание
Системная (семейная) терапия признана в США и большинстве европейских стран (Финляндии, Италии, Польше, Швейцарии, Венгрии и Великобритании) на государственном уровне как терапевтический метод. В Австрии признание состоялось после тщательного исследования, проведенного Федеральным министерством здравоохранения в 1993 г.
14 декабря 2008 г. Научно-консультативный совет психотерапии постановил считать системную терапию научно признанной в Германии. Незадолго до этого две ведущие организации «Немецкое общество системной и семейной терапии» (DGSF) и «Системное общество» (SG) предоставили Научно-консультативному совету психотерапии результаты совместного исследования, целью которого была помощь в официальном признании данного терапевтического направления в Германии. Около 80 рандомизированных и контролируемых исследований смогли подтвердить, что системная и семейная терапия представляет собой эффективный и экономичный метод психотерапии, обладающий очень хорошим долгосрочным эффектом. Год спустя, в декабре 2009 г., была разрешена подготовка специалистов в области системной психотерапии взрослых. С ноября 2010 открылось первое направление подготовки по специальности «Детская и юношеская психотерапия» в области системной терапии.

## Критика
В основном системную психотерапию критикуют за то, что она, в отличие, например, от психоанализа, не располагает ни широко признанной теорией о психике, ни широко признанной патологической концепцией, ни определенной теорией о расстройствах. Поэтому методы системной терапии, несмотря на их эффективность, чаще всего обладают эклектическим характером. Кроме того, существует несколько ведущих организаций системной терапии, и взгляды учебных заведений по этому вопросу не всегда совпадают.